# Charles Sharpes
Charles Sharpes, né le 6 février 1992 à Londres, est un joueur professionnel de squash représentant l'Angleterre. Il atteint en décembre 2017 la 48e place mondiale sur le circuit international, son meilleur classement.

## Palmarès

### Finales
- Open de Charlottesville : 2013